# 拉姆斯拉
拉姆斯拉（德語：Ramsla，發音：[ˈʁamsla]）是德国图林根州魏玛地区县曾经的一个市镇，面积4.05平方千米，2017年12月31日人口为304人。2019年1月1日，拉姆斯拉与另外10个市镇合并为新市镇阿姆埃特斯贝格。